# フレンズ (ラリー・カールトンのアルバム)
『フレンズ』（Friends）は、アメリカ合衆国のギタリスト、ラリー・カールトンが1983年に発表したスタジオ・アルバム。

## 背景
「ブルース・フォー・T.J.」は、B.B.キングとのツイン・ギター編成で録音された。カールトンは本作を最後にワーナー・ブラザース・レコードから契約を解除され、1986年にMCAレコードとの契約を得るまで、約2年にわたりレコード契約のない状態であった。

## 反響・評価
母国アメリカでは、1983年7月16日付のBillboard 200で126位に達し、自身4作目の全米トップ200アルバムとなった。日本のオリコンLPチャートでは4週トップ100入りし、最高63位を記録して、ライブ・アルバムも含めれば自身5作目のオリコン・トップ100アルバムとなった。
本作は、第26回グラミー賞で最優秀ポップ・インストゥルメンタル・パフォーマンス賞にノミネートされた。ロバート・テイラーはオールミュージックにおいて5点満点中3点を付け「歯科医院のBGMに使われてもいいほど、ポップスとジャズが楽し気に融合されている。一方、音楽をじっくり聴きたい向きにとっては、卓越したギター・ワークが幾度か楽しめる」と評している。また、松下佳男は2014年、「『ストライクス・トワイス』のようなロック・アプローチによるハードさがなく、アダルト・コンテンポラリー志向が大きな魅力となっている」「"スムース・ジャズ"の雛形のようなサウンドを先取りしているともいえる」と評している。

## 収録曲
特記なき楽曲はラリー・カールトン作。
1. ブレイキン・グラウンド "Breaking Ground" - 4:29
2. サウス・タウン "South Town" - 5:25
3. テキーラ "Tequila" (Chuck Rio) - 4:11
4. ブルース・フォー・T.J. "Blues for T.J." (Larry Carlton, B.B. King) - 5:21
5. ソング・イン・ザ・フィフス・グレイド "Song in the 5th Grade" - 5:25
6. クルージン "Crusin'" - 5:21
7. L.A., N.Y. "L.A., N.Y." - 4:56
8. フレンズ "Friends" - 5:19

## 参加ミュージシャン
- ラリー・カールトン - ギター(all tracks)、パーカッション(on #2, #5)、ベース(on #3, #5)、ローズ・ピアノ(on #5)
- B.B.キング - ギター(on #4)
- マイケル・ブレッカー - サクソフォーン(on #3, #7, #8)
- アル・ジャロウ - スキャット(on #3)
- ジム・ホーン - フルート・ソロ(on #5)
- テリー・トロッター - ローズ・ピアノ(on #1, #5, #6, #7, #8)
- ジョー・サンプル - ローズ・ピアノ(on #2, #4)
- ドン・フリーマン - ピアノ、ローズ・ピアノ、クラビネット(on #3)
- ブライアン・マン - シンセサイザー(on #1, #3, #5, #6, #7, #8)、オルガン(on #4, #5)
- エイブラハム・ラボリエル - ベース(all tracks)
- ジェフ・ポーカロ - ドラムス(all tracks)
- パウリーニョ・ダ・コスタ - パーカッション(on #1, #2, #3, #5)
- アレックス・アクーニャ - パーカッション(on #6)
- ジョー・ポーカロ - ティンパニ(on #1)、ヴィブラフォン(on #2)
- ドン・パイストラップ - ストリングス&ホーン・アレンジ
- アッサ・ドロリ - コンサートマスター
- ホーン・セクション
  - ジェリー・ヘイ、パット・ロビンジャー、チャック・フィンドレー、ゲイリー・グラント、ラリー・ホール - トランペット
  - ディック・ハイド、ルー・マックリーリー、チャールズ・ローパー、ビル・ライヒェンバッハ - トロンボーン
  - ジム・ホーン、ドン・メンザ、キム・ハッチクロフト、ラリー・ウィリアムズ、ゲイリー・ハービグ、ゴードン・バーグ - サクソフォーン